# Santa María de Otopongo
Santa María de Otopongo es un caserío peruano ubicado en el distrito de Pativilca, perteneciente a la provincia de Barranca del departamento de Lima, en la costa central del Perú. 

## Ubicación
Santa María de Otopongo se ubica al norte de la provincia de Barranca, en el distrito de Pativilca, en el departamento de Lima.

## Demografía
En 2017 Santa María de Otopongo tenía una población de 150 habitantes.